# Menaekhmosz (szobrász, i. e. 3. század)
Menaekhmosz (I. e. 3. század) ókori görög szobrász, történetíró.
Sziküónból származott, a Lüszipposz halálát követő években alkotott (a Szuda-lexikon a diadokhoszok idejébe teszi). idősebb Plinius az ő műveként említ egy mely térdére hanyatlott, míg nyaka hátrafelé hajlott, úgy hogy talán bikát áldozó Nikével lehet a szobrot kiegészíteni. Irodalmi munkássága is jelentős volt: írt a szobrászatról, valamint megírta szülővárosának történetét és Nagy Sándor életrajzát. Sem szobrai, sem iratai nem maradtak fenn.